# Kurzia
Kurzia (Kleinschuppenzweigmoos) ist eine Lebermoos-Gattung aus der Familie Lepidoziaceae. Benannt ist sie nach Wilhelm Sulpiz Kurz (1834–1878), einem deutschen Botaniker.

## Merkmale
Bei den europäischen Arten sind die Pflanzen sehr klein und zart, fast haarartig, bis 0,4 Millimeter breit, niederliegend bis aufsteigend und ein- bis zweifach gefiedert. Öfters sind flagellenartige Äste vorhanden. Die mehr oder weniger quer gestellten Blätter sind fast bis zum Grund in drei bis fünf Lappen geteilt. Unterblätter sind ähnlich den Flankenblättern. Die Blattzellen haben gleichmäßig verdickte Wände, die Kutikula ist meist papillös. Die Geschlechterverteilung ist diözisch. Männliche und weibliche Gametangienstände befinden sich an ventralen Ästen. Das Perianth ist verlängert, die Mündung gezähnt oder gewimpert. Eine sichere Bestimmung ist bei den europäischen Arten gewöhnlich nur mit vorhandenen Gametangienständen möglich.

## Arten
Zur Gattung Kurzia werden weltweit etwa 30 bis 40 Arten gezählt, wobei die meisten auf der Südhalbkugel vorkommen. In Europa gibt es drei Arten:
- Kurzia pauciflora
- Kurzia sylvatica
- Kurzia trichoclados